# 哈麗

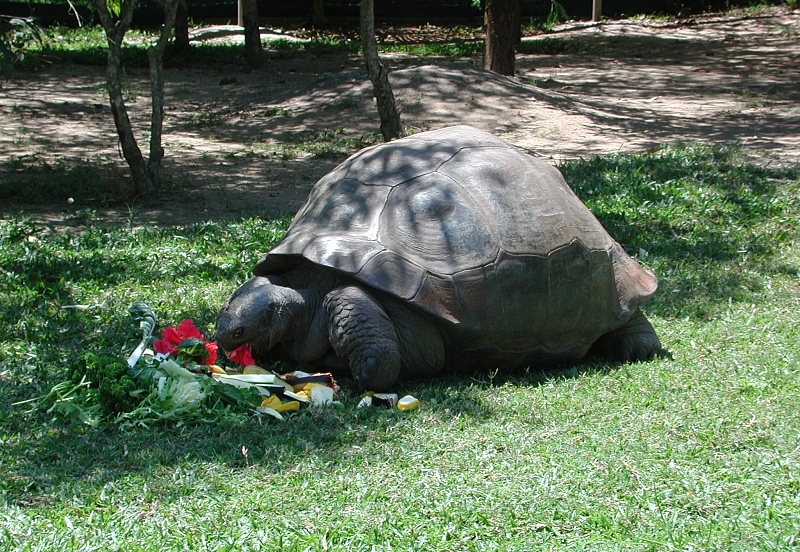
大陸龜哈麗

哈麗（Harriet）是一頭大加拉帕戈斯象龜，相傳是由英國進化論始創人達爾文於1835年在南太平洋加拉帕戈斯群島（Galápagos Islands）捕獲，最初住在英國，隨後被送到澳洲「布里斯班城市植物公園」，生命中最後的17年再遷往「澳洲動物園」，成為園內的明星。2006年6月23日牠因心臟衰竭病逝，估計享年約175歲，是世界已知第三长寿乌龟，次于约188岁的马利拉和约255岁的阿德维塔。

## 生平
因年代久遠，有關哈里（哈麗的舊名）的資料，有多個版本，資料略有出入。普遍的說法是，1835年，達爾文從加拉帕戈斯群島帶走一批陸龜，當中包括哈里（Harry）、迪克（Dick）及湯姆（Tom）。哈里被捕獲時，只如一個餐碟般大小，達爾文和他的船員在回航時亦曾吃過數十隻陸龜，但這三隻陸龜倖免於難。
傳說指哈里是在達爾文的船上孵化，生於1835年11月15日，牠們最初在英國生活，但由於英國天氣嚴寒，1841年達爾文的水手約翰域金（John Wickham）將牠們帶到澳洲，其中迪克不久死亡，湯姆亦於1929年逝世，只餘下哈里存活。直至近數十年，動物學家赫然發現哈里原來是雌性，才將牠改名為哈麗（Harriet）。
不過，科學家對牠是否達爾文研究進化論時所用的大陸龜，仍有爭議。DNA研究指牠可能生於1830年，而且牠的品種源自一個達爾文從未踏足的島嶼，但即使科學界對牠的身世有所懷疑，亦不影響牠的受歡迎程度。2005年，動物園為牠舉行了最後一場生日會，職員還特意為牠準備了大量紅芙蓉屬植物。

## 外部連結
- Australia Zoo（页面存档备份，存于）
- Carettochelys.com: Author's Link of the original papers discussing Harriets history（页面存档备份，存于）